# Фокино (Брјанска област)
Фокино (рус. Фокино) град је у Русији у Брјанској области.

## Становништво
| 1939. | 1959.  | 1970.  | 1979.  | 1989.  | 2002.  | 2010.  |
| ----- | ------ | ------ | ------ | ------ | ------ | ------ |
| 6.400 | 11.025 | 13.138 | 14.007 | 15.191 | 15.504 | 14.674 |